# Sottise de Valenciennes
La sottise de Valenciennes est une friandise de Valenciennes. Elle est l'alternative valenciennoise à la bêtise de Cambrai, à laquelle elle doit son nom. À l'origine, elle était aromatisée à la menthe, comme la bêtise, et décorée d'un filet de sucre rouge.

## Histoire
En 1930, la première sottise de Valenciennes est créée par le confiseur Gaby Gomiand.
Après la guerre, la marque sottise de Valenciennes change de main et est successivement reprise par Monsieur Spriet à Quarouble, puis en 1955 par Madame Sevez, puis, en 1969 par Paul Woestelandt et finalement en 2000 par le chef pâtissier Philippe Guilbert.
Dans les années 2000, quatre nouveaux parfums aux arômes naturels ont été créés : violette, coquelicot, rose et citron.